# Filippo Lippi
Filippo (di Tommaso) Lippi, také Lippo Lippi (1406 – 8. říjen 1469), byl italský renesanční malíř. Pracoval technikami tempera na dřevě a freska. Lippi patřil ke skupině italských malířů, kteří se nechali inspirovat Donatellovým realismem, lineární perspektivou a užitím jemného osvětlení. Proslavil se obrazy Madon, které se staly ideálem krásy a inspirací pro další malíře.
Filippo Lippi pracoval za stálé podpory patronů, mezi něž patřil v první řadě rod Medici. Mimo to provedl mnoho zakázek pro různé řády a kongregace. Na jeho dílech se také podíleli další umělci (Fra Diamante, Fra Carnevale, Francesco Pesellino nebo Fra Angelico). Mezi jeho přední žáky patřil Botticelli a Jacopo da Sellaio.

## Život a práce

### Dětství a pobyt v klášteře

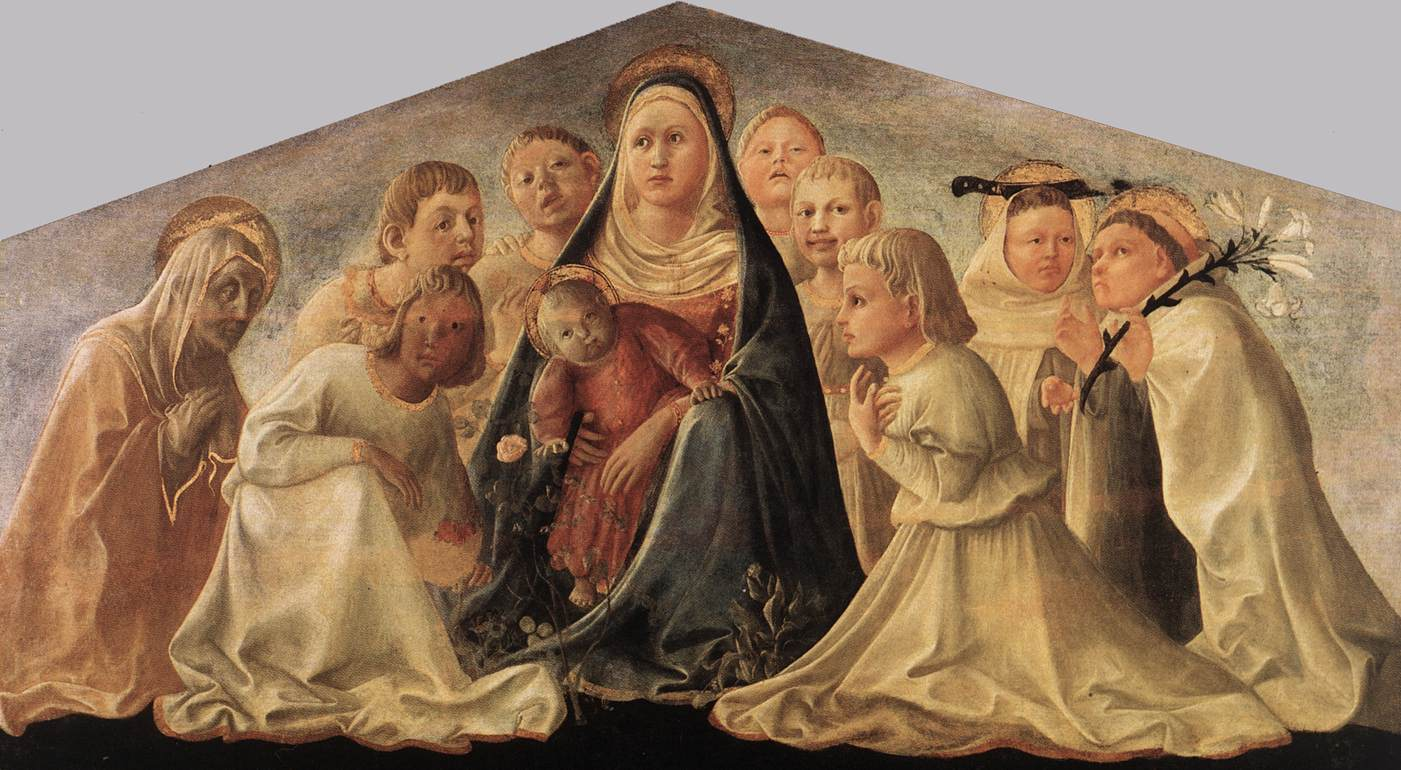
Trivulzio Madonna (Madona pokory)

Filippo Lippi se narodil ve Florencii. Oba jeho rodiče zemřeli, když byl ještě dítě. Do osmi let věku se o něj starala jeho teta Mona Lapaccia. Poté ho dala do karmelitánského kláštera Carmine ve Florencii, kde v roce 1421 složil řeholní sliby. Nějakou dobu pobýval v Sieně, kde se mohl seznámit s pracemi Jacopa della Quercia, Lorenza Ghibertiho, Donatella a dalších. Mladík podle všeho vykazoval větší zájem o výtvarné umění než o studium, a proto ho představení kláštera nechali vyučit malířství. Jak tehdy bylo běžné, studoval Filippo fresky, které v té době v letech 1426 až 1428 v kapli kostela Carmine dokončil Masaccio. Snažil se je napodobit a to se mu vedlo tak dobře, že ho někteří považovali za druhého Masaccia. Vasari přímo píše, „že do něj vstoupil Masacciův duch“. Tento vliv se odráží na rané práci Madonna trivulzio (Madona pokory) se třemi světci a anděli, přibližně z roku 1430.
Dalším dílem vytvořeným za jeho pobytu v klášteře z roku 1432 je freska znázorňující Slavnostní potvrzení karmelitánského řádu papežem Evženem IV. Z velké části byla zničena. V letech 1432–1434 pracoval v Padově. V bazilice sv. Antonína vytvořil ostatkový oltář a v kapli Palazzo del Podestà spolupracoval na fresce nazývané Madonna del Pilastro.

### Pobyt ve Florencii

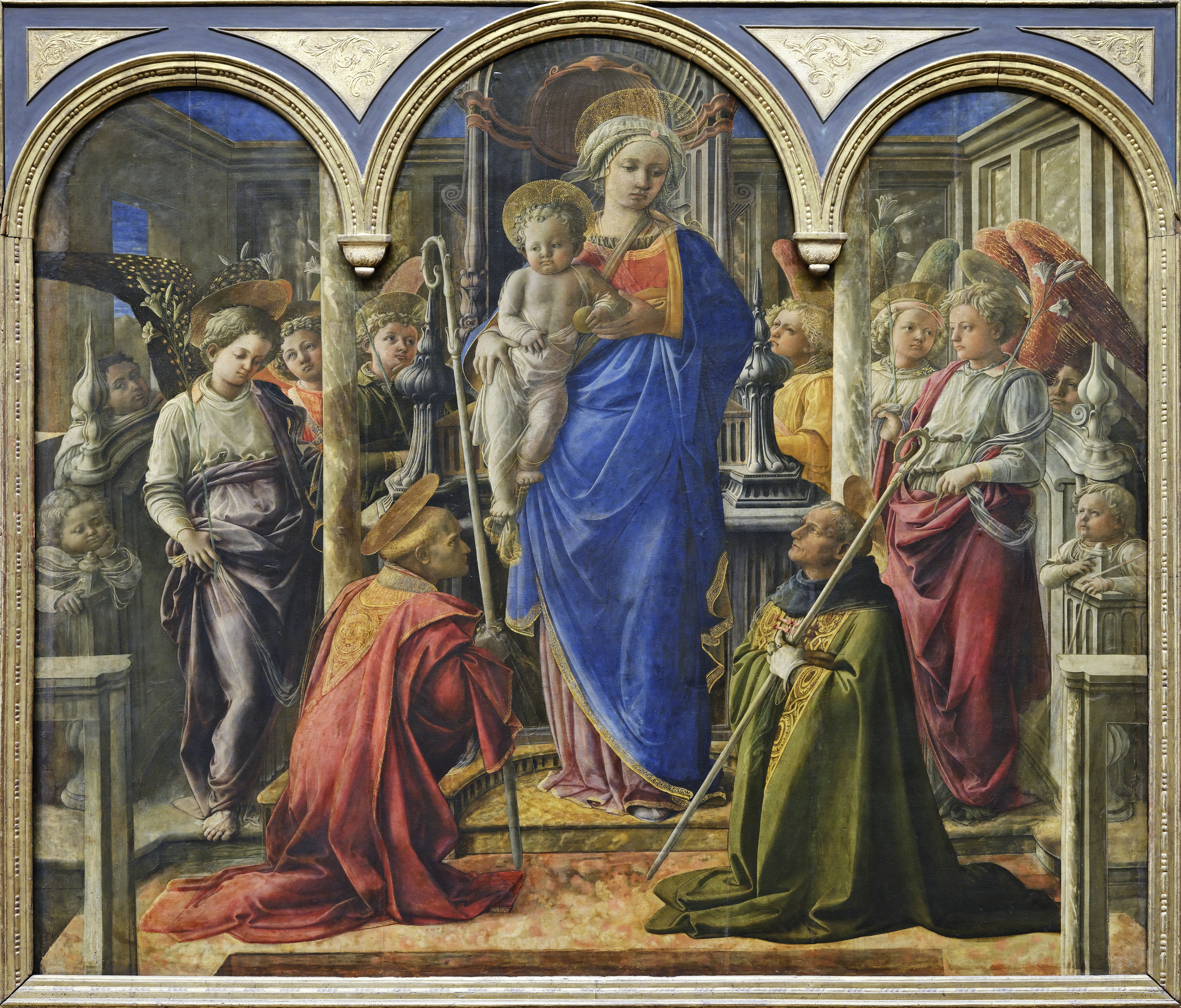
Madona s Dítětem, se svatým Fredianem a Augustinem (podle donátora je obraz nazvaný Barbadori)

Po odjezdu z Padovy se vrátil zpět do Florencie. Jeho velký umělecký rozvoj je již znatelný na obraze Madony s Dítětem na trůnu zvaném podle místa vzniku Tarquinia (1437) pro kardinála Giovanniho Vitelleschiho. Společně s Fra Angelicem se stal nejvyhledávanějším malířem ve Florencii.
Lippi začal pracovat na malbách pro kostel Santo Spirito, kde vytvořil Madonu s Dítětem, se svatým Fredianem a Augustýnem v letech 1437 až 1439, nazvaný podle donátora Gherarda di Bartolommea Barbadori. O této práci se Vasari vyjádřil jako o „vzácném díle, jehož si naši umělci vždy vážili“.
Zároveň s Barbadoriho oltářem vzniklo Zvěstování v bazilice San Lorenzo ve Florencii. Na této práci je zřetelná fascinace nizozemskými malbami. Další velkou zakázkou bylo Korunování Panny Marie pro hlavní oltář sv. Ambrože ve Florencii. Práce probíhaly v letech 1439 až 1447. Byl to jeden z nejdražších oltářních obrazů 15. století.[zdroj⁠?!] Vasari zaznamenal, že Korunování mělo okamžitý úspěch a znamenalo pro Lippiho přátelství s Cosimem Medicejským. Pozdější zakázka, asi z roku 1445 také pro Mediciho, byla Panna s Dítětem, se sv. Františkem, Damiánem, Kosmou a Antonínem Paduánským pro kapli Santa Croce.

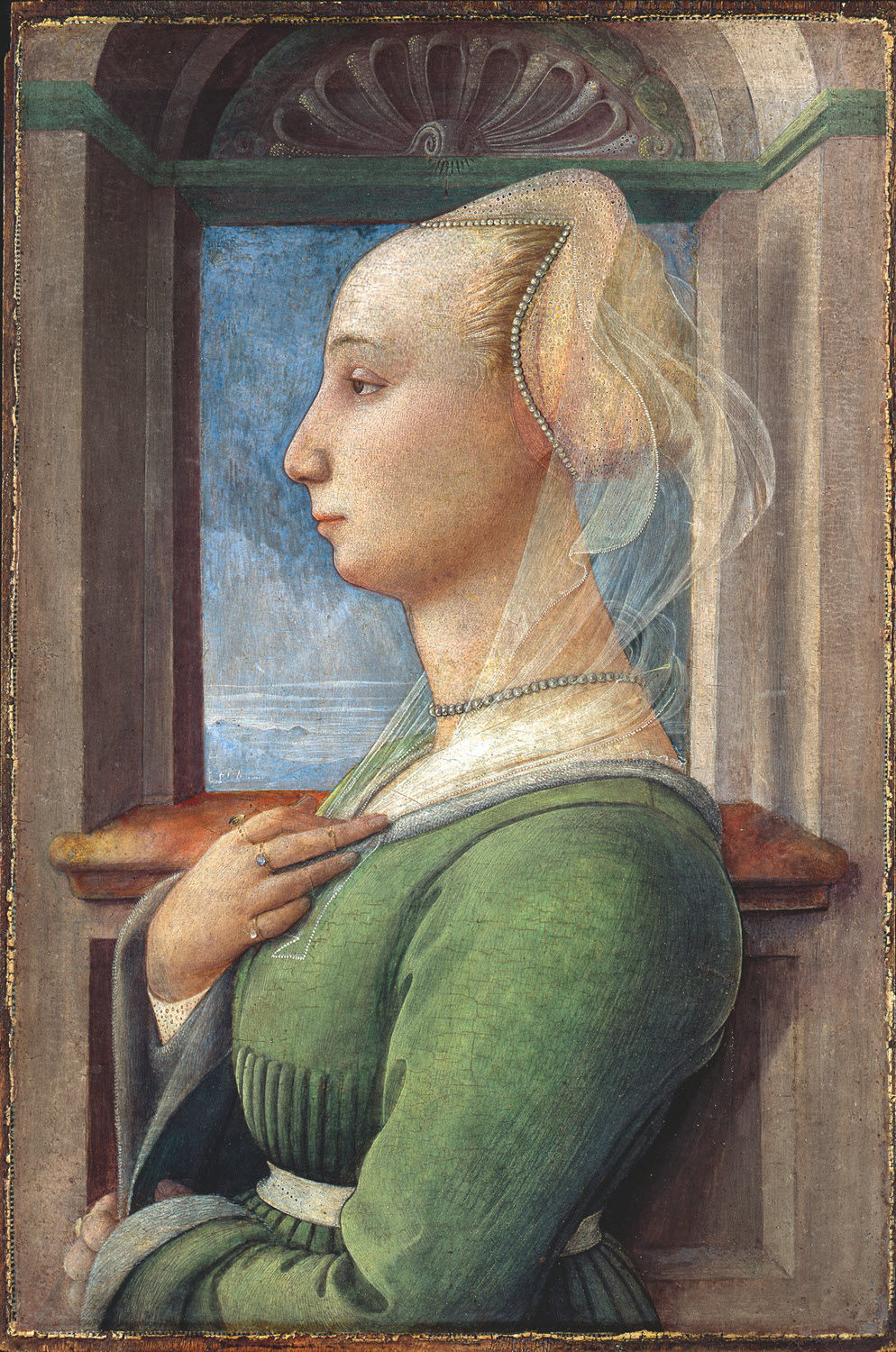
Ritratto femminile (Portrét ženy)

#### Portréty
Lippi byl také nadšený portrétista. Jeho zájem o vytvoření individuálního portrétu vycházel zřejmě opět ze znalosti nizozemských portrétních maleb. Dva samostatné portréty, které se dochovaly, jsou nejranějšími příklady této generace italských renesančních umělců. Prvním z nich je Dvojportrét muže a ženy, vytvořený kolem roku 1440, druhý Portrét ženy je pozdější asi z roku 1442. Oba portréty jsou umístěny v interiérovém prostředí, starší má průhled oknem na krajinu. Lippi byl také jedním z prvních malířů, který zakomponoval do obrazu svou vlastní podobiznu.
V roce 1441 pobýval v klášteře Carmine, avšak již v únoru 1442 přijal místo rektora u S Quirico v Legnaia, mimo Florencii. V roce 1447 začal pracovat v Paláci signorie ve Florencii pravděpodobně na díle Vize sv. Bernarda.
Často se uvažuje o vlivu Fra Angelica na Lippiho dílo, převážně ve čtyřicátých letech 15. století. Je jisté, že styl obou malířů byl zpočátku velmi podobný. Vytvořili také společné dílo Klanění Tří králů, známé jako „Cook Tondo“. Fra Angelico na něm pracoval do roku 1445, dokončeno bylo Lippim, který přidal figury v popředí (mimo dítěte), vytvořil většinu obrazu Panny a postavu mladého mága. Je zde zřejmá snaha o zharmonizování svého a Angelicova stylu, jehož vliv lze sledovat na Lippiho Zvěstování z roku 1450.

### Pobyt v Prato

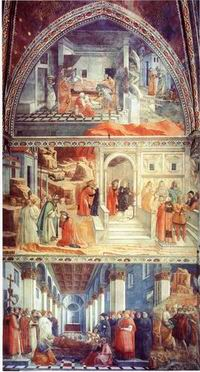
Fresky v katedrále v Prato

V květnu 1455 byl zbaven úřadu v Legnaia a stejně tak přišel o místo kaplana v konventním kostele S Niccolò ai Fieri ve Florencii a byl ustanoven kaplanem augustiniánských mnišek v klášteře sv. Markéty v Prato. Roku 1452 byl najat k výzdobě chóru v katedrále v Prato a pracoval na ní až do roku 1466. Tak jako byl toskánský cyklus nejdražší, tak je ten v Prato nejširší. Strop chóru je vyzdoben freskami sedících apoštolů.
Scény ze života sv. Štěpána, hlavního světce katedrály, jsou umístěny na severní straně, zatímco na jižní straně je vyobrazen Život sv. Jana Křtitele. Scény Ukamenování sv. Štěpána a Stětí sv. Jana Křtitele jsou malovány mimo chronologickou řadu v křížení oltářní zdi a severní a jižní zdi. Přesná doba vzniku jednotlivých scén není známá, mimo dvou Narození v lunetách, které byly malovány jako první. Pohřeb sv. Štěpána pokrývá prostor velké chrámové lodi v řadách nadživotních postav znázorňujících mimo jiné Pia II, Karla Medicejského a autoportrét. Tanec Salome v zobrazení Herodovy hostiny je mistrovským kouskem lineární kresby, která se později objeví v díle Lippiho žáka Botticelliho.
Během čtrnácti let v Prato namaloval Lippi mnoho obrazů. Mezi nimi Pannu s Dítětem se scénami ze života svaté Panny z roku 1453 – první florentské zobrazení Panny v tondu (kruhový obraz), dále Pannu s dítětem v nice. V tomto období zřejmě vznikají témata Adorace dítěte v lesním prostředí, například z roku 1453 namalované pro Annalenský konvent ve Florencii. Toto téma se objevilo také na hlavní desce triptychu zaslaném Alfonsovi Aragonskému jako diplomatický dar od Cosima Medicejského v roce 1458. Zachovaly se pouze boční výjevy představující sv. Antonína Abbota a sv. Michaela. Další objednávkou Medicejských byla Adorace dítěte se sv. Romualdem a malým Janem Křtitelem (zřejmě z roku 1459 nebo 1463), zamýšlená pro oltář v kapli medicejského paláce ve Florencii, později byla však nahrazena kopií.
Kolem poloviny padesátých let byl Lippi zaneprázdněn různými zakázkami, mezi nimiž nechyběly ani restaurátorské práce nebo dokončení nehotových zakázek (např. Nejsvětější Trojice se světci od Pesellina v Pistoji, kolem roku 1459).

#### Madony

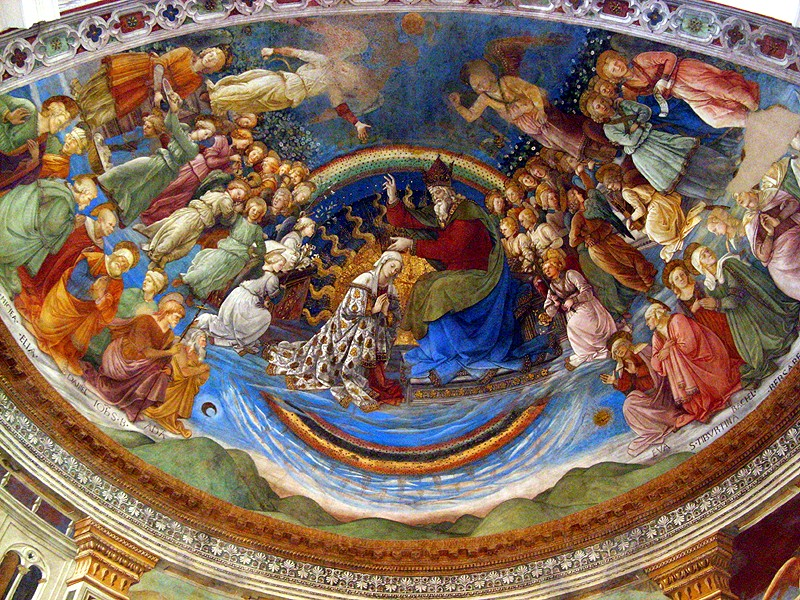
Korunování Panny Marie, Spoleto

Lippi se proslavil obrazy Madon, které se staly ideálem krásy a inspirací pro další malíře. Mezi ně patří Panna s Dítětem mezi dvěma anděly a freska Život Panny v apsidě spoletské katedrály z roku 1466. Koncem roku 1468 byla zřejmě dokončena scéna Korunování Panny Marie. Na ní lze obdivovat dokonalost, k níž dospěl Lippi v závěru života: kombinace odvážné kompoziční kresby a bohaté techniky společně se skvěle vytvořenou iluzí. Vpředu zobrazené kopce dokazují, že se jedná o vlastní Lippiho práci. Po jeho smrti v roce 1469 dokončil výzdobu jeho spolupracovník Fra Diamante.

## Žena a děti
Lippi se v Prato seznámil se svou budoucí ženou Lucrezií Buti (*1435), jež vstoupila do řádu v roce 1454 spolu se svou sestrou Spinettou. Jejich otec Francesco Buti byl tehdy už mrtev.
Lucrezia kvůli Lippimu opustila klášter v roce 1457 a téhož roku se jim narodil syn Filippo, známý pod jménem Filippino Lippi (1457–1504), který se také stal významným renesančním malířem. Měli společně ještě dceru Alessandru narozenou 1465.
Roku 1461 papež Pius II. zprostil oba milence řeholního slibu, aby mohli uzavřít legitimní sňatek a nejpozději do roku 1465 byl Lippi definitivně zbaven všech církevních úřadů. V roce 1469 udělil papež Lippimu svolení ke sňatku s Lucrezií, nicméně než povolení stačilo dorazit, byl Lippi pravděpodobně příbuznými Lucrezie otráven. Filippo zemřel 8. říjen 1469 při práci na fresce Della Storie Vergine a je pohřben ve Spoletu.